# チクソモールディング
チクソモールディング（英語: Thixomolding）はマグネシウム合金の射出成形法のひとつで、アメリカのチクソ社が開発し、そのチクソモールド機を、日本では、日本製鋼所が権利を取得し販売している。（Thixomoldingは材料チップをスクリューのせん断力で半溶融を作り出すのに対して、Thixocastingは、ビレットを誘導加熱して半溶融状態にする。半溶融にする過程が全く異なるので混同しないように注意が必要。）
マグネシウム合金は軽くて強い、リサイクルしやすい、という特徴を持っている。
リサイクルしやすく、原材料もほぼ無限にあり、環境に良いとされているので、処分しにくい合成樹脂（プラスチック）に代わることが期待されており、徐々に携帯電話やパソコン、デジタルカメラなどの筐体に使われつつある。
そのマグネシウム合金の成形法のひとつである。
比較的、樹脂の射出成形に製造法が似ていることもあり、従来樹脂の射出成形を行っていた企業が、この成形法を手がけるようになることが多い。
ただし、マグネシウムの有力な原産地のひとつが、中華人民共和国（中国）であることもあって、日本より中国で、より盛んに行われている。
成形温度は樹脂の場合よりもかなり高めで、おおむねノズル部分で650 ℃である。
ノズル部分の加熱にはノズルヒーター、ホッパーからノズルまでの胴体部はバンドヒーターと呼ばれる電気ヒーターで加熱されることが多い。
これは、樹脂用射出成形機の場合と同じであるが、加熱温度やワット密度が樹脂の場合に比べて高いため、特殊なヒーターが使用される。
材料は、インゴットを５ｍｍ程度のチップに加工した物を成形機のホッパに入れ、ホッパとフィーダにArガスを一定量流す必要がある。これは、材料チップの粉じんが爆発するのを防止するためである。Arガスは地球温暖化には関係ないガスなので地球温暖化には関係しない。
フィーダからスクリュに搬送されるとシリンダ表面に巻かれたヒータに加熱されながら、スクリュのせん断力で半溶融状態になる。半溶融状態になる部分はシリンダの中なので、ダイカストと比較して爆発の心配が無い安全な成型方法である。
樹脂に比べて工程時間が長くかかり、また、設備の損傷も激しく、まだまだランニングコストのかかる成形法である。
日本でもっと普及するには、新たな技術革新などによって、ランニングコストを下げることが重要とされている。